# Тршановци
Тршановци су насеље у Србији у општини Брус у Расинском округу. Према попису из 2022. било је 577 становника (према попису из 1991. било је 575 становника).

## Демографија
У насељу Тршановци живи 435 пунолетних становника, а просечна старост становништва износи 35,9 година (36,1 код мушкараца и 35,8 код жена). У насељу има 176 домаћинстава, а просечан број чланова по домаћинству је 3,28.
Ово насеље је великим делом насељено Србима (према попису из 2002. године), а у последња три пописа, примећен је пораст у броју становника.
|  |

| Демографија | Демографија | Демографија |
| Година      | Становника  | Становника  |
| ----------- | ----------- | ----------- |
| 1948.       | 296         |             |
| 1953.       | 116         |             |
| 1961.       | 277         |             |
| 1971.       | 269         |             |
| 1981.       | 299         |             |
| 1991.       | 575         | 571         |
| 2002.       | 578         | 593         |

| Етнички састав према попису из 2002.‍ | Етнички састав према попису из 2002.‍ | Етнички састав према попису из 2002.‍ | Етнички састав према попису из 2002.‍ | Етнички састав према попису из 2002.‍ |
| ------------------------------------ | ------------------------------------ | ------------------------------------ | ------------------------------------ | ------------------------------------ |
|                                      |                                      |                                      |                                      |                                      |
| Срби                                 | Срби                                 |                                      | 571                                  | 98,78%                               |
| непознато                            | непознато                            |                                      | 1                                    | 0,17%                                |

| Година пописа     | 1948. | 1953. | 1961. | 1971. | 1981. | 1991. | 2002. |
| ----------------- | ----- | ----- | ----- | ----- | ----- | ----- | ----- |
| Број домаћинстава | 36    | 39    | 44    | 55    | 68    | 146   | 176   |

| Број чланова      | 1  | 2  | 3  | 4  | 5  | 6  | 7 | 8 | 9 | 10 и више | Просек |
| ----------------- | -- | -- | -- | -- | -- | -- | - | - | - | --------- | ------ |
| Број домаћинстава | 20 | 38 | 29 | 63 | 15 | 10 | 0 | 1 | 0 | 0         | 3,28   |

| Пол    | Укупно | Неожењен/Неудата | Ожењен/Удата | Удовац/Удовица | Разведен/Разведена | Непознато |
| ------ | ------ | ---------------- | ------------ | -------------- | ------------------ | --------- |
| Мушки  | 221    | 54               | 158          | 9              | 0                  | 0         |
| Женски | 239    | 49               | 160          | 29             | 1                  | 0         |
| УКУПНО | 460    | 103              | 318          | 38             | 1                  | 0         |

| Пол    | Укупно                    | Пољопривреда, лов и шумарство | Рибарство                            | Вађење руде и камена | Прерађивачка индустрија       |
| ------ | ------------------------- | ----------------------------- | ------------------------------------ | -------------------- | ----------------------------- |
| Мушки  | 140                       | 42                            | 0                                    | 0                    | 56                            |
| Женски | 69                        | 24                            | 0                                    | 0                    | 19                            |
| УКУПНО | 209                       | 66                            | 0                                    | 0                    | 75                            |
| Пол    | Производња и снабдевање   | Грађевинарство                | Трговина                             | Хотели и ресторани   | Саобраћај, складиштење и везе |
| Мушки  | 6                         | 2                             | 4                                    | 1                    | 16                            |
| Женски | 0                         | 0                             | 9                                    | 1                    | 3                             |
| УКУПНО | 6                         | 2                             | 13                                   | 2                    | 19                            |
| Пол    | Финансијско посредовање   | Некретнине                    | Државна управа и одбрана             | Образовање           | Здравствени и социјални рад   |
| Мушки  | 0                         | 0                             | 4                                    | 1                    | 3                             |
| Женски | 1                         | 0                             | 3                                    | 2                    | 5                             |
| УКУПНО | 1                         | 0                             | 7                                    | 3                    | 8                             |
| Пол    | Остале услужне активности | Приватна домаћинства          | Екстериторијалне организације и тела | Непознато            | Непознато                     |
| Мушки  | 0                         | 0                             | 0                                    | 5                    | 5                             |
| Женски | 1                         | 0                             | 0                                    | 1                    | 1                             |
| УКУПНО | 1                         | 0                             | 0                                    | 6                    | 6                             |